# Scala (araldica)
In araldica la scala simboleggia la dignità conseguita, una impresa riuscita e, in generale, onori conquistati con fatica e difficoltà. La scala è stata spesso assunta nello stemma da chi aveva scavalcato per primo le mura di una fortezza assediata.
La scala compare sia posta in palo sia posta in banda o in sbarra; spesso è sostenuta o appoggiata su un monte, un terreno, una campagna.

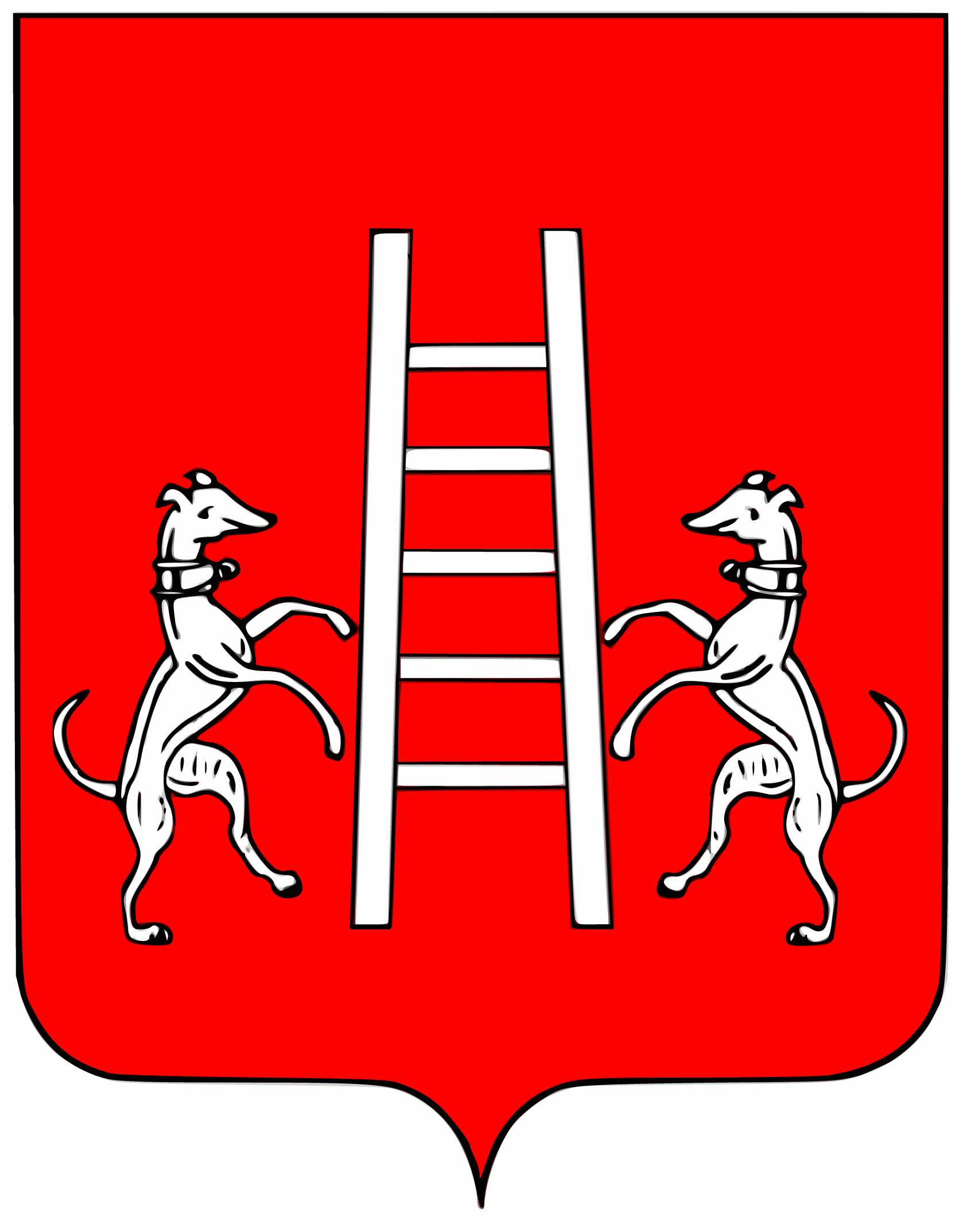
Scala d'argento in palo (famiglia Della Scala)
Scala d'oro, di forma trapezoidale, con quattro pioli, d'oro (Escalaplano)
Scala d'argento posta in fascia (Venaria Reale)
Scala posta in sbarra (Anacapri)
Scala d'argento posta in sbarra (Castelletto Uzzone)
Due torri unite da una scala (Riva del Garda)

## Religione e letteratura
Nel Vecchio Testamento si narra di una visione avuta dal patriarca Giacobbe, la Scala di Giacobbe. Una simile scala, una scala d'oro di altezza infinita, è descritta da Dante Alighieri nel Paradiso (Paradiso - Canto ventunesimo, vv. 1-42) dove vi sono gli spiriti contemplanti che salgono e scendono da essa. Di una "scalata" al Cielo da parte del profeta Maometto trattano i  Libri della Scala, testi medievali spagnoli, arabo-islamici, di contenuto escatologico.